# 황금부처의 비밀
《황금부처의 비밀》은 MBC에서 1976년 10월 4일부터 1976년 10월 29일까지 방영한 어린이 연속극이다.

## 등장 인물
- 손창민
- 박종범
- 박주희
- 박재호
- 전운
- 김무생
- 김상순
- 박종관
- 이경실